# Lachaussée-du-Bois-d'Écu
Lachaussée-du-Bois-d'Écu és un municipi francès, situat al departament de l'Oise i a la regió dels Alts de França. L'any 2007 tenia 196 habitants.

## Demografia

### Població
El 2007 la població de fet de Lachaussée-du-Bois-d'Écu era de 196 persones. Hi havia 68 famílies de les quals 8 eren unipersonals (4 homes vivint sols i 4 dones vivint soles), 28 parelles sense fills, 28 parelles amb fills i 4 famílies monoparentals amb fills.
La població ha evolucionat segons el següent gràfic:
Habitants censats

### Habitatges
El 2007 hi havia 76 habitatges, 71 eren l'habitatge principal de la família i 6 eren segones residències. Tots els 75 habitatges eren cases. Dels 71 habitatges principals, 63 estaven ocupats pels seus propietaris, 6 estaven llogats i ocupats pels llogaters i 2 estaven cedits a títol gratuït; 1 tenia una cambra, 3 en tenien dues, 9 en tenien tres, 17 en tenien quatre i 41 en tenien cinc o més. 58 habitatges disposaven pel capbaix d'una plaça de pàrquing. A 22 habitatges hi havia un automòbil i a 43 n'hi havia dos o més.

### Piràmide de població
La piràmide de població per edats i sexe el 2009 era:
| Homes | Edats   | Dones |
| ----- | ------- | ----- |
| 0     | 95 o +  | 0     |
| 0     | 90 a 94 | 8     |
| 0     | 85 a 89 | 0     |
| 0     | 80 a 84 | 0     |
| 4     | 75 a 79 | 0     |
| 8     | 70 a 74 | 4     |
| 4     | 65 a 69 | 4     |
| 4     | 60 a 64 | 4     |
| 0     | 55 a 59 | 4     |
| 0     | 50 a 54 | 0     |
| 0     | 45 a 49 | 4     |
| 12    | 40 a 44 | 4     |
| 8     | 35 a 39 | 8     |
| 12    | 30 a 34 | 16    |
| 4     | 25 a 29 | 0     |
| 0     | 20 a 24 | 0     |
| 12    | 15 a 19 | 4     |
| 4     | 10 a 14 | 4     |
| 8     | 5 a 9   | 8     |
| 4     | 0 a 4   | 8     |

## Economia
El 2007 la població en edat de treballar era de 115 persones, 91 eren actives i 24 eren inactives. De les 91 persones actives 90 estaven ocupades (46 homes i 44 dones) i 1 aturada (1 dona i 1 dona). De les 24 persones inactives 10 estaven jubilades, 11 estaven estudiant i 3 estaven classificades com a «altres inactius».

### Ingressos
El 2009 a Lachaussée-du-Bois-d'Écu hi havia 70 unitats fiscals que integraven 200 persones, la mediana anual d'ingressos fiscals per persona era de 19.694 €.

### Activitats econòmiques
Dels 4 establiments que hi havia el 2007, 3 eren d'empreses de construcció i 1 d'una empresa de comerç i reparació d'automòbils.
Dels 3 establiments de servei als particulars que hi havia el 2009, 1 era un guixaire pintor, 1 lampisteria i 1 electricista.
L'any 2000 a Lachaussée-du-Bois-d'Écu hi havia 10 explotacions agrícoles que ocupaven un total de 840 hectàrees.

## Equipaments sanitaris i escolars
El 2009 hi havia una escola maternal integrada dins d'un grup escolar amb les comunes properes formant una escola dispersa.

## Poblacions més properes
El següent diagrama mostra les poblacions més properes.